# Cabeça (instrumento musical)

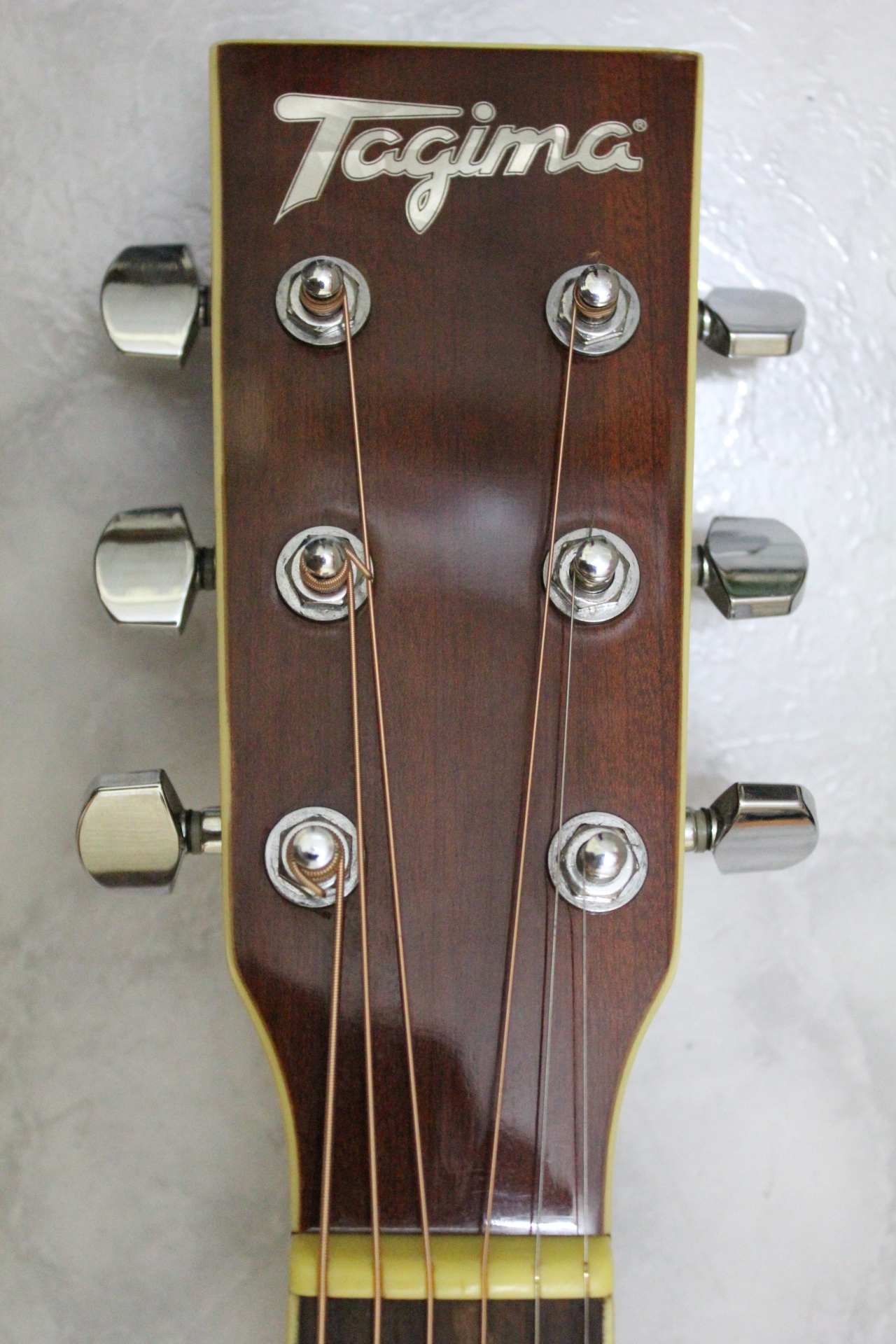
Cabeça de um violão

Cabeça, Paleta, Mão ou Headstock, é uma parte da guitarra ou qualquer instrumento de corda similar. A principal função da cabeça é segurar as cordas do instrumento. As cordas geralmente saem da ponte, passam pelos nuts e são fixadas nas tarrachas, na cabeça do instrumento. As tarraxas são usadas para afinar a guitarra através do ajuste de tensão das cordas e, consequentemente, a altura do som que eles produzem.
Quanto mais grossa a corda, mais grave, e quanto mais fina, mais agudo. As cordas soltas de um violão correspondem a: mi, lá, ré, sol, si e mi.

## Detalhes de construção

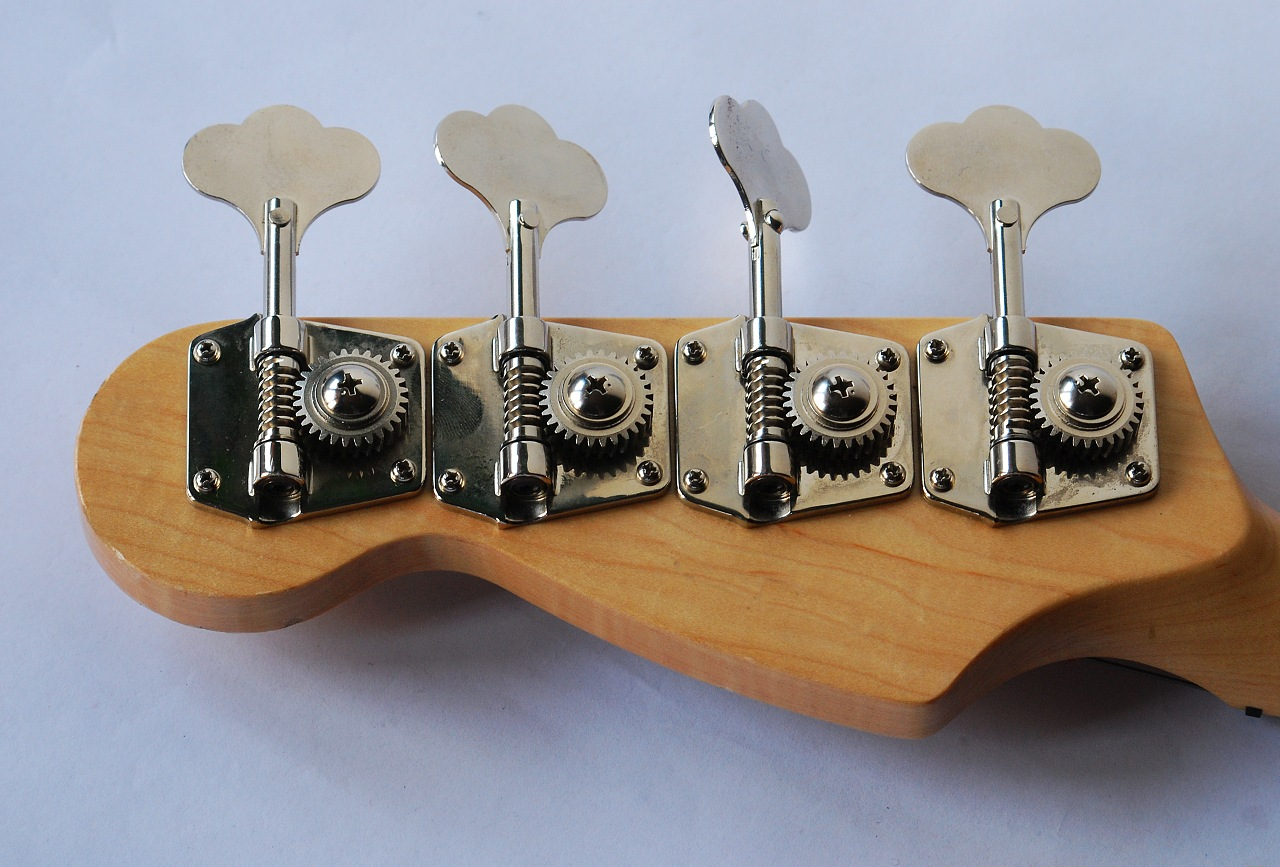
Cabeça de um contra-baixo

Os dois modelos de afinadores são chamados afinadores "3+3" (3 afinadores superiores e 3 inferiores) e afinadores "alinhados em 6", apesar de muitas outras combinações serem conhecidas, especialmente para contrabaixo e guitarras com mais ou menos de 6 cordas.

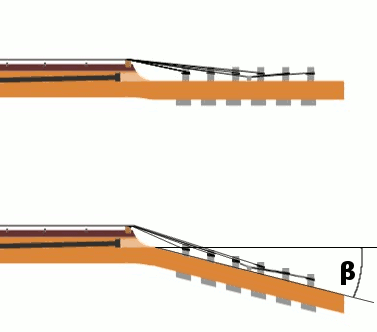
Esta seção esquemática mostra uma cabeça reta e outra angular. Observe o ângulo β entre a superfície do espelho e na superfície do cabeçote